# Tord Björklund
Tord Björklund, född 1939, död 18 november 2018, var en svensk möbelformgivare.
Tord Björklund var verksam för Ikea från 1980 och skapade bland annat rullbordet Bogen, vitrinskåpet Skanör, hyllan Munk och soffan Borup under 1980-talet och hyllserien Magiker under 1990-talet. Han bedrev senare egen verksamhet.